# Nikolas Sattlberger
Nikolas Sattlberger (* 18. Jänner 2004 in Wien) ist ein österreichischer Fußballspieler.

## Karriere

### Verein
Sattlberger begann seine Karriere bei der SG Inter AGO. Zur Saison 2012/13 wechselte er zum First Vienna FC. Im Jänner 2018 wechselte er in die Akademie des SK Rapid Wien.
Im Oktober 2020 stand er gegen den SK Vorwärts Steyr erstmals im Kader der Zweitmannschaft der Rapidler. Im November 2020 debütierte er schließlich in der 2. Liga, als er am neunten Spieltag der Saison 2020/21 gegen den SV Horn in der 71. Minute für Martin Moormann eingewechselt wurde.
Im Juli 2022 debütierte er in der Qualifikation zur UEFA Europa Conference League gegen Lechia Gdańsk bei seinem Kaderdebüt in der ersten Mannschaft Rapids. In Folge kam er auch zu 33 Einsätzen in der Bundesliga für die Wiener.
Im August 2024 wechselte Sattlberger zum belgischen Erstdivisionär KRC Genk, bei dem er einen bis 2029 laufenden Vertrag erhielt.

### Nationalmannschaft
Sattlberger spielte im April 2019 erstmals für eine österreichische Jugendnationalauswahl. Im Oktober 2020 debütierte er gegen Slowenien für die U-17-Mannschaft. Im März 2022 gab er gegen Italien sein Debüt im U-18-Team.
Im September 2022 debütierte er gegen Litauen für die U-19-Auswahl. Im März 2023 gab er gegen Island sein Debüt für die U-21-Mannschaft.